# Edwin Lieuwen
Edwin Lieuwen (Harrison, 8 de febrero de 1923 - Albuquerque, 25 de mayo de 1988) fue un historiador estadounidense, especializado en el estudio de Latinoamérica.

## Biografía
Nacido en 1923 en la localidad de Harrison, Dakota del Sur, fue chairman del departamento de Historia de la Universidad de Nuevo México y se especializó en el estudio de Latinoamérica. Falleció en Albuquerque, Nuevo México, el 25 de mayo de 1988.
Fue autor de obras como Petroleum in Venezuela: A History (University of California Press, 1954); Arms and Politics in Latin America (Council on Foreign Relations-Praeger, 1960); Venezuela (Oxford University Press, 1961); Generals vs. Presidents: Neo-militarism in Latin America. (Frederick A. Praeger, 1964);U. S. Policy in Latin America (Frederick A. Praeger, 1965); o Mexican Militarism. The political rise and fall of the Revolutionary Army, 1910-1940 (The University of New Mexico Press, 1968); entre otras. 